# Misión Permanente de México en Serbia
La misión permanente de México en Serbia es la embajada de los Estados Unidos Mexicanos ante la República de Serbia, y tiene su sede oficial en la ciudad de Belgrado. La embajada tiene como demarcación oficial la totalidad de la República de Serbia y es concurrente en Bosnia y Herzegovina, en Montenegro y en la República de Macedonia del Norte, países resultantes del desmembramiento, a partir de junio de 1991, de los estados federados que conformaban la República Federativa Socialista de Yugoslavia. La República de Serbia se sitúa en Europa central y sudoriental, en la península balcánica y tiene fronteras con Albania, Bosnia y Herzegovina, Bulgaria, Croacia, Hungría, Macedonia, Montenegro y Rumania.

## Historia
México estableció relaciones diplomáticas con la República Federativa Popular de Yugoslavia el 24 de mayo de 1946.
Antes de la apertura de la embajada funcionó en la ciudad de Belgrado un consulado honorario, respecto del cual no se sabe cuándo fue abierto, ni quién lo encabezó y, tampoco, las circunstancias en que fue clausurado.
La embajada de México fue abierta en 1951 por el consejero del servicio exterior mexicano Oscar Crespo y de la Serna. El primer embajador mexicano residente en Belgrado fue el General de División Cristóbal Guzmán Cárdenas.
Con motivo de la desintegración de la República Federativa Socialista de Yugoslavia, México mantuvo sus relaciones con la República Federal de Yugoslavia como sucesora de aquella y estableció, el 15 de agosto de 2001, relaciones diplomáticas con Bosnia y Herzegovina; el 4 de octubre de 2001 con la República de Macedonia, el 22 de mayo de 1992 con Eslovenia y el 6 de diciembre de 1992 con Croacia. A partir de marzo de 2002 la embajada de México en Serbia es concurrente ante Bosnia y Herzegovina y la República de Macedonia. A raíz de su separación de la Unión de Estado de Serbia y Montenegro (como sucesora de la República Federal de Yugoslavia), Montenegro declaró la renovación de su independencia el 3 de junio de 2006. México reconoció a Montenegro el 19 de junio de 2006 y estableció relaciones diplomáticas con esa república el 5 de junio de 2007. A partir del 29 de agosto de 2007 la embajada de México en Serbia también es concurrente ante Montenegro.

## Jefes de misión de México en Serbia (Yugoslavia)
| NOMBRE1                                     | CARGO2 | NOMBRAMIENTO              | PRESENTACIÓN DE CARTAS CREDENCIALES | FIN DE MISIÓN            |
| José Maximiliano Alfonso de Rosenzweig Díaz | EEP    | 8 de junio de 1946        | 28 de noviembre de 1946             | 30 de junio de 1947      |
| Francisco del Río y Cañedo                  | EEP    | 1 de agosto de 1947       | 22 de enero de 1948                 | 15 de marzo de 1950      |
| Víctor Fernández Manero                     | EEP    | 1 de febrero de 19503     | 30 de junio de 1950                 | 5 de septiembre de 1951  |
| Cristóbal Guzmán Cárdenas                   | EEP    | 4 de agosto de 19514      | 1 de octubre de 1951                | 15 de abril de 1952      |
| Jorge de la Vega Caso                       | ENAI   | 31 de agosto de 1952      | -----                               | 24 de agosto de 1953     |
| Eduardo Morillo Safa-Briones                | EEP    | 21 de julio de 1953       | 24 de agosto de 1953                | 21 de noviembre de 19535 |
| Jorge de la Vega Caso                       | ENAI   | 21 de noviembre de 1953   | -----                               | 12 de agosto de 1954     |
| Juan Manuel Alcaraz Tornel                  | ENAI   | 12 de agosto de 1954      | -----                               | 15 de septiembre de 1955 |
| Federico Amaya Rodríguez                    | EEP    | 23 de agosto de 1955      | [15 de septiembre de 1955]          | 1 de noviembre de 1957   |
| Armando González Mendoza                    | EN'AI  | 1 de noviembre de 1957    | -----                               | 19 de junio de 1958      |
| Vicente L. Benéitez                         | EEP    | 12 de marzo de 1958       | 19 de junio de 1958                 | 23 de diciembre de 1960  |
| Luis Gómez Luna                             | ENAI   | 24 de septiembre de 1960  | -----                               | 1 de noviembre de 1961   |
| Delfín Sánchez Juárez Lazo                  | EEP    | 15 de agosto de 19616     | s/d7                                | 1 de febrero de 1965     |
| Natalio Vázquez Pallares                    | EEP    | 1 de mayo de 1965         | 26 de mayo de 1965*                 | 1 de agosto de 1968      |
| Ramón Ruiz Vasconcelos                      | EEP    | 9 de julio de 1968        | s/d                                 | 11 de agosto de 1971     |
| Eduardo Enrique Solís Mayora                | ENAI   | 11 de agosto de 1971      | -----                               | mayo 1972                |
| Ivonne Loyola Escobedo                      | ENAI   | agosto 1972               | -----                               | agosto 1973              |
| Manuel Martínez del Sobral y Penichet       | ENAI   | septiembre 1973           | -----                               | octubre 1974             |
| Emilio Calderón Puig                        | EEP    | 2 de enero de 1976*       | 23 de enero de 1976                 | 28 de marzo de 1977      |
| Jorge Eduardo Navarrete López               | EEP    | 22 de marzo de 19778      | 19 de abril de 1977                 | 8 de diciembre de 1978   |
| Perla María Carvalho Soto                   | ENAI   | 8 de diciembre de 1978    | -----                               | 17 de abril de 1979      |
| Omar Martínez Legorreta                     | EEP    | 30 de enero de 1979       | 17 de abril de 1979                 | 18 de marzo de 1981      |
| José Héctor Ibarra Morales                  | ENAI   | 25 de marzo de 1981       | -----                               | 21 de septiembre de 1981 |
| Javier Gaspar Wimer Zambrano                | EEP    | 22 de julio de 1981       | 21 de septiembre de 1981            | 23 de diciembre de 1982  |
| José Héctor Ibarra Morales                  | ENAI   | 23 de diciembre de 1982   | -----                               | 15 de marzo de 1983      |
| Francisco López Cámara                      | EEP    | 9 de febrero de 1983      | 15 de marzo de 1983                 | 29 de mayo de 1987       |
| Henrique González Casanova del Valle        | EEP    | 30 de abril de 1987       | 1 de junio de 1987                  | 1 de diciembre de 1990   |
| María del Socorro Cabrera Murillo           | ENAI   | 1 de diciembre de 1990    | -----                               | 8 de mayo de 1991        |
| Agustín García-López Santaolalla            | EEP    | 21 de febrero de 1991     | 8 de mayo de 1991*                  | 14 de mayo de 1992       |
| Carlos Isauro Félix Corona                  | ENAI   | 21 de enero de 1992*      | -----                               | 12 de mayo de 1994       |
| Gonzalo Ernesto Aguirre Enrile              | ENAI   | 16 de mayo de 1994*       | -----                               | 15 de octubre de 1994    |
| Carlos Virgilio Ferrer Argote               | ENAI   | 13 de octubre de 1994*    | -----                               | 18 de noviembre de 1996  |
| Carlos Ignacio González Magallón            | EEP    | 4 de septiembre de 19969  | 4 de diciembre de 1996              | 17 de septiembre de 1999 |
| Carlos Alejandro Rodríguez y Quezada        | EEP    | 8 de marzo de 200010      | 25 de abril de 2000                 | 21 de diciembre de 2004  |
| Eduardo Héctor Moguel Flores                | ENAI   | 23 de febrero de 200511   | 22 de marzo de 2005*                | 9 de septiembre de 2009  |
| Mercedes Felícitas Ruiz Zapata              | EEP    | 3 de marzo de 200912      | 9 de septiembre de 2009             | noviembre 2014           |
| José Evaristo Ramón Xilotl Ramírez          | EEP    | 18 de diciembre de 201413 | 3 de marzo de 2015                  | 5 de marzo de 2016       |
| José Humberto Castro Villalobos             | EEP    | 5 de marzo de 201614      | 2016                                | 2020                     |
| Carlos Isauro Félix Corona                  | EEP    | 17 de julio de 202015     | 7 de abril de 2021                  |                          |

1 El listado incluye también a los jefes de misión mexicanos ante la República Federativa Popular de Yugoslavia (29 de noviembre de 1945), la República Federativa Socialista de Yugoslavia (7 de abril de 1963), la República Federal de Yugoslavia (27 de abril de 1992), la unión de Estado de Serbia y Montenegro (4 de febrero de 2003) y, por supuesto, la República de Serbia.

2 EEP: Embajador extraordinario y plenipotenciario; ENai: Encargado de negocios ad interim. 

3 Nombrado embajador en Yugoslavia sin dejar de serlo en Francia, donde desempeñaba igual cargo. 

4 Fecha de expedición de las cartas credenciales. A partir del general Cristóbal Guzmán Cárdenas, los demás jefes de misión de México han tenido su residencia en Belgrado. 

5 Salió de Belgrado, llamado a México. 

6 Fecha de expedición de las cartas credenciales. 

7 Sin dato. 

8 Fecha de expedición de las cartas credenciales. 

9 Fecha de expedición de las cartas credenciales. 

10 Acreditado también en forma concurrente ante Bosnia y Herzegovina y la República de Macedonia. 

11 Acreditado también en forma concurrente ante Bosnia y Herzegovina, Montenegro y la República de Macedonia.

12 Acreditada también en forma concurrente ante Bosnia y Herzegovina, Montenegro y la República de Macedonia. 

* La fecha corresponde a la toma de posesión de la oficina. 

## Observación
Las citas relativas a la República Federativa Popular de Yugoslavia, la República Federativa Socialista de Yugoslavia, la República Federal de Yugoslavia, la unión de Estado de Serbia y Montenegro y la República de Serbia se hacen únicamente en su contexto histórico y en el ámbito de la sucesión de Estados (que se ocupa de las secuelas de su extinción) pues, en el ámbito del Derecho internacional, la segunda república es la única sucesora de la personalidad jurídica y sustituta en la responsabilidad (casi todas las competencias y obligaciones) de las relaciones internacionales del territorio al que se refiere la sucesión de la primera; la tercera de la segunda; la cuarta de la tercera, y la quinta de la cuarta.
En ese sentido, las relaciones diplomáticas de México con los países arriba citados fueron reguladas por el principio de continuidad (transferencia inmediata de los derechos y obligaciones convencionales del Estado predecesor al sucesor); es decir que, para todos los efectos legales, las relaciones diplomáticas de México con la República de Serbia datan a partir del 24 de mayo de 1946, como si tal hubiese sido el nombre del Estado con el que México las estableciera originalmente.